# Tretja slovenska nogometna liga 2002-2003
La Tretja slovenska nogometna liga 2002-2003 (in lingua italiana: Terzo campionato calcistico sloveno 2002-2003), abbreviata in 3. SNL 2002-2003, fu la undicesima edizione della terza serie del campionato di calcio sloveno.

## Formula
- Promozioni: Le vincitrici dei 4 gironi vengono promosse in 2. SNL
- Retrocessioni: Il numero delle retrocessioni in ciascun girone varia in base a quello delle promozioni dalla categoria inferiore ed a quello delle squadre retrocesse dalla categoria superiore ricadenti nel proprio territorio di giurisdizione.
- Format: I gironi Centro, Nord ed Est sono impostati in un girone all'italiana andata/ritorno, mentre il girone Ovest in un girone andata/ritorno/andata.

## Girone Ovest
|                       | Pos. | Squadra          | Pt | G  | V  | N | P  | GF | GS | DR  |
| --------------------- | ---- | ---------------- | -- | -- | -- | - | -- | -- | -- | --- |
|                       | 1.   | Korte            | 53 | 27 | 17 | 2 | 8  | 60 | 25 | +35 |
|                       | 2.   | Tabor Sežana     | 52 | 27 | 15 | 7 | 5  | 77 | 30 | +47 |
|                       | 3.   | Bilje            | 48 | 27 | 14 | 6 | 7  | 41 | 21 | +20 |
|                       | 4.   | Ankaran Hrvatini | 42 | 27 | 12 | 6 | 9  | 34 | 45 | −11 |
|                       | 5.   | Adria            | 40 | 27 | 11 | 7 | 9  | 50 | 49 | +1  |
|                       | 6.   | Jadran Dekani    | 37 | 27 | 10 | 7 | 10 | 35 | 36 | −1  |
|                       | 7.   | Portorož Piran   | 32 | 27 | 8  | 8 | 11 | 31 | 41 | −10 |
|                       | 8.   | Tolmin           | 29 | 27 | 8  | 5 | 14 | 29 | 43 | −14 |
|                       | 9.   | Komen            | 27 | 27 | 8  | 3 | 16 | 31 | 47 | −16 |
|                       | 10.  | Cerknica         | 17 | 27 | 4  | 5 | 18 | 21 | 71 | −50 |
| classifica, risultati |      |                  |    |    |    |   |    |    |    |     |

Legenda:
      Promosso in 2. SNL 2003-2004.
      Retrocesso nel Campionato inter−comunale.
      Escluso dal campionato.
Regolamento:
Tre punti a vittoria, uno a pareggio, zero a sconfitta.
Note:
Il Korte rifiuta la promozione, il suo posto viene preso dalla seconda Tabor Sežana.

## Girone Centro
|                       | Pos. | Squadra        | Pt | G  | V  | N | P  | GF | GS | DR  |
| --------------------- | ---- | -------------- | -- | -- | -- | - | -- | -- | -- | --- |
|                       | 1.   | Svoboda        | 62 | 25 | 19 | 5 | 1  | 76 | 23 | +53 |
|                       | 2.   | Factor         | 61 | 25 | 18 | 7 | 0  | 63 | 18 | +45 |
|                       | 3.   | Šenčur         | 56 | 25 | 17 | 5 | 3  | 60 | 19 | +41 |
|                       | 4.   | Dob            | 40 | 25 | 12 | 4 | 9  | 52 | 37 | +15 |
|                       | 5.   | Britof         | 35 | 25 | 10 | 5 | 10 | 45 | 48 | −3  |
|                       | 6.   | Kranj          | 33 | 25 | 8  | 9 | 8  | 29 | 40 | −11 |
|                       | 7.   | Kamnik         | 32 | 25 | 9  | 5 | 11 | 32 | 35 | −3  |
|                       | 8.   | Slovan Lubiana | 29 | 25 | 8  | 5 | 12 | 45 | 42 | +3  |
|                       | 9.   | Bled           | 28 | 25 | 7  | 7 | 11 | 27 | 54 | −27 |
|                       | 10.  | Kolpa          | 26 | 25 | 7  | 5 | 13 | 27 | 49 | −22 |
|                       | 11.  | Žiri           | 25 | 25 | 6  | 7 | 12 | 36 | 45 | −9  |
|                       | 12.  | Elan           | 23 | 25 | 7  | 2 | 16 | 34 | 67 | −33 |
|                       | 13.  | Vrhnika        | 10 | 13 | 2  | 4 | 7  | 16 | 26 | −10 |
|                       | 14.  | Rudar Trbovlje | 9  | 25 | 1  | 6 | 18 | 24 | 62 | −38 |
| classifica, risultati |      |                |    |    |    |   |    |    |    |     |

Legenda:
      Promosso in 2. SNL 2003-2004.
      Retrocesso nel Campionato inter−comunale.
      Escluso dal campionato.
Regolamento:
Tre punti a vittoria, uno a pareggio, zero a sconfitta.

## Girone Nord
|                       | Pos. | Squadra               | Pt | G  | V  | N | P  | GF | GS | DR  |
| --------------------- | ---- | --------------------- | -- | -- | -- | - | -- | -- | -- | --- |
|                       | 1.   | Pohorje               | 55 | 26 | 17 | 4 | 5  | 60 | 30 | +30 |
|                       | 2.   | Bistrica              | 48 | 26 | 15 | 3 | 8  | 48 | 33 | +15 |
|                       | 3.   | Šoštanj               | 47 | 26 | 13 | 8 | 5  | 58 | 29 | +29 |
|                       | 4.   | Paloma                | 46 | 26 | 13 | 7 | 6  | 47 | 37 | +10 |
|                       | 5.   | Šmarje pri Jelšah     | 42 | 26 | 13 | 3 | 10 | 41 | 35 | +6  |
|                       | 6.   | Središče ob Dravi     | 41 | 26 | 12 | 5 | 9  | 58 | 50 | +8  |
|                       | 7.   | Hajdina               | 39 | 26 | 11 | 6 | 9  | 63 | 46 | +17 |
|                       | 8.   | Radlje                | 37 | 26 | 11 | 4 | 11 | 36 | 36 | 0   |
|                       | 9.   | Stojnci               | 36 | 26 | 10 | 6 | 10 | 38 | 23 | +15 |
|                       | 10.  | Malečnik              | 34 | 26 | 9  | 7 | 10 | 44 | 50 | −6  |
|                       | 11.  | Brežice/Krško Posavje | 33 | 26 | 9  | 6 | 11 | 35 | 38 | −3  |
|                       | 12.  | Vransko               | 29 | 26 | 8  | 5 | 13 | 32 | 47 | −15 |
|                       | 13.  | Fužinar               | 14 | 26 | 3  | 5 | 18 | 31 | 69 | −38 |
|                       | 14.  | Mons Claudius         | 8  | 26 | 1  | 5 | 20 | 24 | 92 | −68 |
| classifica, risultati |      |                       |    |    |    |   |    |    |    |     |

Legenda:
      Promosso in 2. SNL 2003-2004.
      Retrocesso nel Campionato inter−comunale.
      Escluso dal campionato.
Regolamento:
Tre punti a vittoria, uno a pareggio, zero a sconfitta.
Note:
Il Pohorje rinuncia alla promozione, nessun rimpiazzo.
Prima dell'inizio del torneo, il neopromosso NK Brežice si fonde col NK Krško (militante in 2. SNL). I migliori calciatori passano al Krško, mentre il NK Brežice cambia il nome in "Krško Posavje", pur giocando a Brežice. A fine campionato, il club cessa l'attività fino al 2007.

## Girone Est
|                       | Pos. | Squadra          | Pt | G  | V  | N  | P  | GF | GS | DR  |
| --------------------- | ---- | ---------------- | -- | -- | -- | -- | -- | -- | -- | --- |
|                       | 1.   | Čarda            | 48 | 26 | 14 | 6  | 6  | 51 | 32 | +19 |
|                       | 2.   | Beltinci         | 48 | 26 | 14 | 6  | 6  | 62 | 30 | +32 |
|                       | 3.   | Veržej           | 44 | 26 | 14 | 2  | 10 | 50 | 46 | +4  |
|                       | 4.   | Bistrica         | 43 | 26 | 11 | 10 | 5  | 43 | 29 | +14 |
|                       | 5.   | Tišina           | 43 | 26 | 12 | 7  | 7  | 44 | 35 | +9  |
|                       | 6.   | Bakovci          | 42 | 26 | 11 | 9  | 6  | 47 | 31 | +16 |
|                       | 7.   | Črenšovci        | 38 | 26 | 11 | 5  | 10 | 46 | 39 | +7  |
|                       | 8.   | Odranci          | 37 | 26 | 11 | 4  | 11 | 50 | 42 | +8  |
|                       | 9.   | Tromejnik        | 37 | 26 | 11 | 4  | 11 | 51 | 49 | +2  |
|                       | 10.  | Hotiza           | 36 | 26 | 11 | 3  | 12 | 44 | 56 | −12 |
|                       | 11.  | Turnišče         | 32 | 26 | 8  | 8  | 10 | 39 | 43 | −4  |
|                       | 12.  | NK Apače         | 29 | 26 | 8  | 5  | 13 | 33 | 49 | −16 |
|                       | 13.  | Puconci          | 27 | 26 | 7  | 6  | 13 | 33 | 51 | −18 |
|                       | 14.  | Panonija Gaberje | 3  | 26 | 0  | 3  | 23 | 9  | 74 | −65 |
| classifica, risultati |      |                  |    |    |    |    |    |    |    |     |

Legenda:
      Promosso in 2. SNL 2003-2004.
      Retrocesso nel Campionato inter−comunale.
      Escluso dal campionato.
Regolamento:
Tre punti a vittoria, uno a pareggio, zero a sconfitta.
Note:
Il Čarda rinuncia alla promozione, nessun rimpiazzo.